# Tossal Gros (Senterada)
El Tossal Gros, és un cim de 1.039,1 metres d'altitud situat al límit dels termes municipals de Sarroca de Bellera i la Torre de Cabdella, al Pallars Jussà (dins de l'antic terme de la Pobleta de Bellveí).
Està situat a prop de l'extrem sud-est del terme de Sarroca de Bellera i al sector sud-oest del de la Torre de Cabdella, prop d'on els dos termes es troben amb el de Senterada. Tot i no ser dins del terme de Senterada, se'l distingeix amb aquest apel·latiu atès que queda just al nord de Senterada i domina aquesta població pel costat septentrional.